# Elezioni comunali in Piemonte del 2000
Il 16 aprile 2000 (con ballottaggio il 30 aprile) in Piemonte si tennero le elezioni per il rinnovo di numerosi consigli comunali. 

## Riepilogo Sindaci Eletti
| Provincia   | Comune            | Sindaco uscente | Sindaco uscente      | Sindaco eletto | Sindaco eletto          | Primo turno | Primo turno             | Secondo turno | Secondo turno | Seggi   |   |   |         |
| ----------- | ----------------- | --------------- | -------------------- | -------------- | ----------------------- | ----------- | ----------------------- | ------------- | ------------- | ------- | - | - | ------- |
| Provincia   | Comune            | Torino          | Venaria Reale        |                | Giuseppe Catania (Ind.) |             | Giuseppe Catania (Ind.) | 13.558        | 58,97         | Seggi   | _ | _ | 18 / 30 |
| Alessandria | Casale Monferrato |                 | Germano Tosetti (DS) |                | Germano Tosetti (DS)    | 6.042       | 44,78                   | 5.739         | 54,38         | 12 / 20 |   |   |         |

## Torino

### Venaria Reale
|                                      | Giuseppe Catania ✔️ Sindaco | 13 558               | 58,97 | Democratici di Sinistra | 3 458  | 17,16 | 6  |  |  |
| I Democratici                        | Giuseppe Catania ✔️ Sindaco | 13 558               | 58,97 | 1 686                   | 8,37   | 3     |    |  |  |
| Partito della Rifondazione Comunista | Giuseppe Catania ✔️ Sindaco | 13 558               | 58,97 | 1 361                   | 6,76   | 2     |    |  |  |
| Uniti per Cambiare                   | Giuseppe Catania ✔️ Sindaco | 13 558               | 58,97 | 1 291                   | 6,41   | 2     |    |  |  |
| I Moderati                           | Giuseppe Catania ✔️ Sindaco | 13 558               | 58,97 | 850                     | 4,22   | 1     |    |  |  |
| Partito dei Comunisti Italiani       | Giuseppe Catania ✔️ Sindaco | 13 558               | 58,97 | 760                     | 3,77   | 1     |    |  |  |
| Popolari per Venaria                 | Giuseppe Catania ✔️ Sindaco | 13 558               | 58,97 | 744                     | 3,69   | 1     |    |  |  |
| Socialisti Democratici Italiani      | Giuseppe Catania ✔️ Sindaco | 13 558               | 58,97 | 722                     | 3,58   | 1     |    |  |  |
| Federazione dei Verdi                | Giuseppe Catania ✔️ Sindaco | 13 558               | 58,97 | 656                     | 3,26   | 1     |    |  |  |
|                                      | Tommaso Servetto            | 9 435                | 41,03 | Forza Italia            | 3 797  | 18,85 | 6  |  |  |
| Indipendenti per Venaria             | Tommaso Servetto            | 9 435                | 41,03 | 1 601                   | 7,95   | 2     |    |  |  |
| Alleanza Nazionale                   | Tommaso Servetto            | 9 435                | 41,03 | 1 461                   | 7,25   | 2     |    |  |  |
| Centro Cristiano Democratico         | Tommaso Servetto            | 9 435                | 41,03 | 642                     | 3,19   | 1     |    |  |  |
| Lega Nord                            | Tommaso Servetto            | 9 435                | 41,03 | 524                     | 2,60   | –     |    |  |  |
| Partito Socialista - PRI             | Tommaso Servetto            | 9 435                | 41,03 | 383                     | 1,90   | –     |    |  |  |
| Cristiani Democratici Uniti          | Tommaso Servetto            | 9 435                | 41,03 | 133                     | 0,66   | –     |    |  |  |
| Liberal Sgarbi                       | Tommaso Servetto            | 9 435                | 41,03 | 77                      | 0,38   | –     |    |  |  |
| Seggio di coalizione                 | Seggio di coalizione        | Seggio di coalizione | 41,03 | 1                       |        |       |    |  |  |
| Totale                               | Totale                      | 22 993               | 100   |                         | 20 146 | 100   | 30 |  |  |
|                                      |                             |                      |       |                         |        |       |    |  |  |
| Fonte: Ministero dell'interno        |                             |                      |       |                         |        |       |    |  |  |

## Alessandria

### Valenza
| Candidati                                | Candidati                  | II turno             | II turno             | I turno | I turno | Liste                                           | Voti   | %     | Seggi |
| Candidati                                | Candidati                  | Voti                 | %                    | Voti    | %       | Liste                                           | Voti   | %     | Seggi |
| ---------------------------------------- | -------------------------- | -------------------- | -------------------- | ------- | ------- | ----------------------------------------------- | ------ | ----- | ----- |
|                                          | Germano Tosetti ✔️ Sindaco | 5 739                | 54,38                | 6 034   | 44,78   | Democratici di Sinistra - Federazione dei Verdi | 2 309  | 20,89 | 7     |
| Per Valenza - Centro Popolare Riformista | Germano Tosetti ✔️ Sindaco | 5 739                | 54,38                | 6 034   | 44,78   | 1 033                                           | 9,35   | 3     |       |
| Partito dei Comunisti Italiani           | Germano Tosetti ✔️ Sindaco | 5 739                | 54,38                | 6 034   | 44,78   | 525                                             | 4,75   | 1     |       |
| I Democratici                            | Germano Tosetti ✔️ Sindaco | 5 739                | 54,38                | 6 034   | 44,78   | 436                                             | 3,95   | 1     |       |
|                                          | Luca Bariggi               | 4 814                | 45,62                | 5 075   | 37,66   | Forza Italia                                    | 3 463  | 31,34 | 4     |
| Alleanza Nazionale                       | Luca Bariggi               | 4 814                | 45,62                | 5 075   | 37,66   | 744                                             | 6,73   | 1     |       |
| Centro Cristiano Democratico             | Luca Bariggi               | 4 814                | 45,62                | 5 075   | 37,66   | 413                                             | 3,74   | –     |       |
| Seggio di coalizione                     | Seggio di coalizione       | Seggio di coalizione | 45,62                | 5 075   | 37,66   | 1                                               |        |       |       |
|                                          | Giuseppe Gatti             | Giuseppe Gatti       | Giuseppe Gatti       | 722     | 5,36    | Insieme si Può...Cambiare Valenza (A)           | 605    | 5,47  | –     |
| Seggio di coalizione                     | Seggio di coalizione       | Seggio di coalizione | Giuseppe Gatti       | 722     | 5,36    | 1                                               |        |       |       |
|                                          | Fabio Faccaro              | Fabio Faccaro        | Fabio Faccaro        | 655     | 4,86    | Lega Nord (B)                                   | 592    | 5,36  | –     |
| Seggio di coalizione                     | Seggio di coalizione       | Seggio di coalizione | Fabio Faccaro        | 655     | 4,86    | 1                                               |        |       |       |
|                                          | Salvatore Di Carmelo       | Salvatore Di Carmelo | Salvatore Di Carmelo | 538     | 3,99    | Partito della Rifondazione Comunista            | 513    | 4,64  | –     |
|                                          | Natalina Giordano          | Natalina Giordano    | Natalina Giordano    | 283     | 2,10    | Cristiani Democratici Uniti (C)                 | 259    | 2,34  | –     |
|                                          | Maria Venturi              | Maria Venturi        | Maria Venturi        | 168     | 1,25    | Movimento Sociale Fiamma Tricolore              | 159    | 1,44  | –     |
| Totale                                   | Totale                     | 10 553               | 100                  | 13 475  | 100     |                                                 | 11 051 | 100   | 20    |
|                                          |                            |                      |                      |         |         |                                                 |        |       |       |
| Fonte: Ministero dell'interno            |                            |                      |                      |         |         |                                                 |        |       |       |